# Калау
Калау или Ка́лава (нем. Calau; н.-луж. Kalawa) — город в Германии, в земле Бранденбург.
Входит в состав района Верхний Шпревальд-Лужица.  Занимает площадь 162,59 км². Официальный код — 12 0 66 052.

## Административное деление
Город подразделяется на 26 городских районов:
- Большвиц (Болашойце)
- Буков (Буков)
- Верхов (Верховня)
- Голльмиц (Ханьц)
- Граупе (Кшупов)
- Грос-Езер (Язоры)
- Грос-Месов (Змешов) с деревней Батов (Батовк)
- Ерпиц (Серпшов)
- Заслепен (Засломень)
- Зериц (Зарец)
- Зеттинхен (Житым)
- Кабель (Коблей)
- Кальквиц (Калкойце)
- Кеммен (Камены)
- Клайн-Месов (Змешовк)
- Малленхен (Язорце)
- Млоде (Мложе)
- Плискендорф (Вельхна)
- Раденсдорф (Радованьк)
- Ройден (Рудна)
- Рохушталь (Рохусовы-Дол)
- Цинниц (Сыненьце)
- Шадевиц (Шкодов)
- Шракау (Жраков)
- Эрленау (Вольшина)

## Население
В настоящее время входит в состав культурно-территориальной автономии «Лужицкая поселенческая область», на территории которой действуют законодательные акты земель Саксонии и Бранденбурга, содействующие сохранению лужицких языков и культуры лужичан.
| Год  | Население |
| ---- | --------- |
| 1990 | 10 710    |
| 1995 | 10 317    |
| 2000 | 9 809     |
| 2005 | 9 222     |
| 2010 | 8 522     |
| 2015 | 7 833     |
| 2020 | 7 734     |

- Церковь
- Железнодорожная станция
- Вид города